# Mitzi Mabel Cadena
Pour les articles homonymes, voir Mabel et Cadena.
Mitzi Mabel Cadena, plus connue comme Mabel Cadena, est une actrice mexicaine née le 23 septembre 1990 à Atitzapán (Mexico).

## Biographie
Mabel Cadena est née à Atizapán, dans l'État de Mexico, mais a grandi à Minatitlán, dans l'État de Veracruz. Elle a fait des études de psychologie, dont elle détient un master, après avoir été diplômée comme actrice. Elle a initié sa formation à l'académie CasAzul Artes Escénicas Argos à Tlalnepantla de Baz, dans l'État de Mexico.
Elle joue alors dans diverses pièces : Enemigo de Clase de Sebastián Zurita, Las lágrimas de Edipo de Wajdi Mouawad de Hugo Arrevillaga, Manual De Desuso de Edurne Goded, In Memoriam de José Caballero, Los Motivos del Lobo de Rodolfo Obregón. Gardenia Club de Lila Áviles… 
Mabel Cadena se fait ensuite connaître par son rôle d'Adela Rosa Chávez dans la série télévisée mexicaine Capadocia en 2012, puis celui d'Amada, fille du dictateur Porfirio Díaz, dans le film Le Bal des 41 en 2020.
Elle fait ses débuts à Hollywood en 2022 dans Black Panther : Wakanda Forever de Marvel Studios, où elle incarne Namora, la cousine de Namor. Lorsqu'elle auditionnait, elle ne parlait pas anglais et ne savait pas qu'il s'agissait d'un film Marvel. Trois mois plus tard, la production lui demande d'enregistrer une vidéo montrant ses aptitudes physiques, comme en boxe, équitation et acrobaties. Une semaine plus tard, l'actrice elle est retenue pour rejoindre le projet. Elle déménage alors à Atlanta, en Géorgie, où elle passe neuf mois à prendre des cours d'anglais et à se préparer physiquement pour le personnage.

## Filmographie
- 2012 : Rosa Diamante (série télévisée) : La Caimana
- 2012 : Capadocia (série télévisée) : Adela Rosa Chávez
- 2014 : Camelia la Texana (série télévisée) : Valeria
- 2014 : The Lord of the Skies (série télévisée) : Mercedes 'Meche'
- 2015 : Ménage à trois (court-métrage) : Cris
- 2016 : Los Adioses : (film, non créditée)
- 2017 : Fight Back (série télévisée)
- 2017 : Ingobernable (série télévisée) : Citlalli López[4]
- 2017 : Las Malcriadas (série télévisée) : Juana Ortiz Joven
- 2018 : Dos veces tú : infirmière
- 2019 : Hernán (série télévisée) : Doña Luisa / Tecuelhuetzin
- 2019-2021 : Monarca (en) (série télévisée) : Itzel
- 2020 : La Diosa del asfalto (film) :  Ramira
- 2021 : Le Bal des 41 (film) : Amada Díaz
- 2021 : Cuatro minutos (court métrage) : Chica
- 2022 : Black Panther : Wakanda Forever (film) : Namora

## Distinctions

### Prix Ariel
| Année | Catégoríe            | Film                 | Resultat |
| ----- | -------------------- | -------------------- | -------- |
| 2021  | Premier rôle féminin | El baile de los 41   | Nommée   |
| 2022  | Second rôle féminin  | La diosa del asfalto | Nommée   |